# 穆隆河畔圣乔治
穆隆河畔圣乔治（法語：Saint-Georges-sur-Moulon，法語發音：[sɛ̃ ʒɔʁʒ syʁ mulɔ̃]）是法国谢尔省的一个市镇，位于该省中北部，属于布尔日区。

## 地理
穆隆河畔圣乔治（47°11'25"N, 2°25'21"E）面积9.43 平方千米，位于法国中央-卢瓦尔河谷大区谢尔省，该省份为法国中部省份，北起卢瓦雷省，西接卢瓦-谢尔省和安德尔省，南至克勒兹省，东南接阿列省，东临涅夫勒省。
与穆隆河畔圣乔治接壤的市镇（或旧市镇、城区）包括：菲西、皮尼、康蒂伊、圣马丹多克西尼、瓦斯莱、维纽苏莱赛克斯。

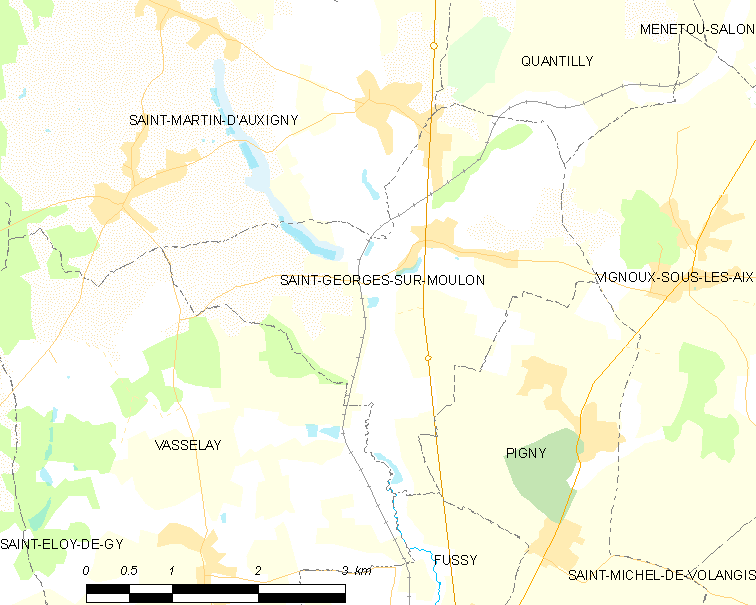
穆隆河畔圣乔治的OSM定位图

穆隆河畔圣乔治的时区为UTC+01:00、UTC+02:00（夏令时）。

## 行政
穆隆河畔圣乔治的邮政编码为18110，INSEE市镇编码为18211。

## 政治
穆隆河畔圣乔治所属的省级选区为圣马丹多克西尼县。

## 人口

1962-2008年间穆隆河畔圣乔治人口变化图示

穆隆河畔圣乔治于2022年1月1日时的人口数量为722人。